# 베를린 (2013년 영화)
"베를린(The Berlin File)"은 2013년에 개봉한 대한민국의 영화이다.

## 줄거리
거대한 국제적 음모가 숨겨진 운명의 도시 베를린.그 곳에 상주하는 국정원 요원 정진수는 불법무기거래장소를 감찰하던 중 국적불명, 지문마저 감지되지 않는 일명 ‘고스트’ 비밀요원 표종성의 존재를 알게 된다. 그의 정체를 밝혀내기 위해 뒤를 쫓던 정진수는 그 배후에 숨겨진 엄청난 국제적 음모를 알게 되면서 걷잡을 수 없는 위기에 빠진다.한편 표종성을 제거하고 베를린을 장악하기 위해 파견된 동명수는 그의 아내 연정희를 반역자로 몰아가며 이를 빌미로 숨통을 조이고, 표종성의 모든 것에 위협을 가한다. 표종성은 동명수의 협박 속에서 연정희의 무죄를 증명하기 위해서 그녀를 미행하게 되지만, 예상치 못한 아내의 비밀을 알게 되면서 혼란에 휩싸이게 되는데...국제적 음모와 각자의 목적에 휘말려 서로를 쫓는 이들의 숨막히는 추격전! 2013년, 초대형 액션 프로젝트가 펼쳐진다!

## 캐스팅
- 하정우 : 조선민주주의인민공화국 공작원 표종성 중좌 역
- 한석규 : 베를린 주재 대한민국 국가정보원 첩보원 정진수 역
- 전지현 : 독일 주재 조선민주주의인민공화국 대사 통역관 / 표종성의 아내 련정희 역
- 류승범 : 조선인민군 파견 비밀요원 동명수 역
- 이경영 : 독일 주재 조선민주주의인민공화국 대사 리학수 역
- 최무성 : 강민호 역
- 곽도원 : 청와대 조사관 역
- 김서형 : 북한대사관 여비서 역
- 배정남 : 동명수 호위요원 역
- 존 케오그 : 마티 역
- 누만 아자르 : 압둘 역
- 토머스 디엠 : 지그문트 역
- 테이펀 베뎀소이 : 아심 역
- 베르너 다엔 : 유리 역
- 박지환 : 보위부요원 2 역
- 조하석 : 북한요원 2 역
- 진건 : 국정원 분석관 2 역
- 명계남 : 동명수 아버지, 동중호 역(특별출연)
- 윤종빈 : 국정원 현장분석관 역(특별출연)
- 이경미 : 국정원 사무분석관 역(특별출연)